# Gingivahyperplasie
Eine Gingivahyperplasie (von lat. Gingiva „Zahnfleisch“  und neulateinisch hyperplasia „übermäßige Zellbildung“, auch Gingivahypertrophie) ist eine Zahnfleischwucherung. Die Bezeichnung ist unpräzise, da  der Begriff der Hyperplasie sich auf eine erhöhte Anzahl von Zellen bezieht und eine Hypertrophie auf Erhöhung der Größe der einzelnen Zellen. Beides lässt sich nur histologisch feststellen.

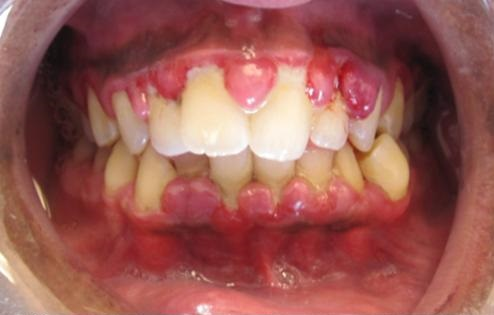
Gingivahyperplasie

## Ätiologie
Eine Gingivahyperplasie tritt entweder idiopathisch (d. h. ohne erkennbare Ursache), hereditär (erblich bedingt), beispielsweise bei der Infantilen systemischen Hyalinose oder dem Rutherfurd-Syndrom, aber auch dem FHEIG-Syndrom als Nebenwirkung einiger Medikamente (s. u.), infolge von Mangelerscheinungen (Skorbut) oder aufgrund von hormonellen Veränderungen während der Schwangerschaft als Schwangerschaftsgingivitis auf. Eine weitere Form ist eine Gingivahyperplasie bei speziellen Formen der akuten Leukämie. Die häufigste Form ist die medikamentös bedingte.
Medikamente, die eine Zahnfleischwucherung verursachen können, sind unter anderem: Cyclosporin A, Valproat, Phenytoin sowie Calciumantagonisten nur vom Nifedipin- und Diltiazem-Typ. Insbesondere Cyclosporin A, Phenytoin und Nifedipin haben eine spezifische Affinität zu den subepithelialen gingivialen Bindegewebszellen und können dort eine Zellproliferation auslösen.

## Klinisches Erscheinungsbild
Die Stärke der Ausprägung ist unterschiedlich. Sie kann am gesamten Zahnfleisch oder lokal begrenzt im Bereich einzelner Zähne auftreten. Häufig sind anfangs die Interdentalpapillen betroffen und es sind Blutungserscheinungen einzelner oder aller Papillen zu beobachten. Östrogen- bzw. Gestagen-induzierte Zahnfleischwucherungen sind beispielsweise meist stärker ausgeprägt als die Phenytoin-verursachten.

## Therapie, Verlauf & Prognose
Eine idiopathische Gingivahyperplasie verläuft langsam. Sie ist bereits bei Kindern und im Wechselgebiss zu beobachten, was zu Problemen beim Zahndurchbruch führen kann. Unbehandelt können die Wucherungen die Zahnkrone überdecken, was nur durch eine Gingivektomie (chirurgisches entfernen des Zahnfleisches) mit anschließender Gingivoplastik behandelt werden kann.
Die ebenfalls langsam verlaufende medikamentöse Hyperplasie bildet sich nach Absetzen des entsprechenden Medikaments meist von alleine zurück, was im Falle des Phenytoin bis zu einem Jahr dauern kann. Ein Absetzen des Medikamentes ist meist nicht angezeigt. In seltenen Fällen ist die chirurgische Entfernung des übermäßigen Gewebes nötig. Eine vom Zahnarzt durchgeführte Zahnstein- und Plaqueentfernung kann die Hyperplasie erheblich eindämmen.
Alle Formen der Gingivahyperplasie werden durch mangelnde Zahnhygiene verstärkt. Insbesondere bei der idiopathischen  Gingivahyperplasie ist daher eine verstärkte Zahnhygiene notwendig, da dies die Hyperplasie stark verlangsamt. Die Prognose ist günstig.

## Auftreten bei Hunden

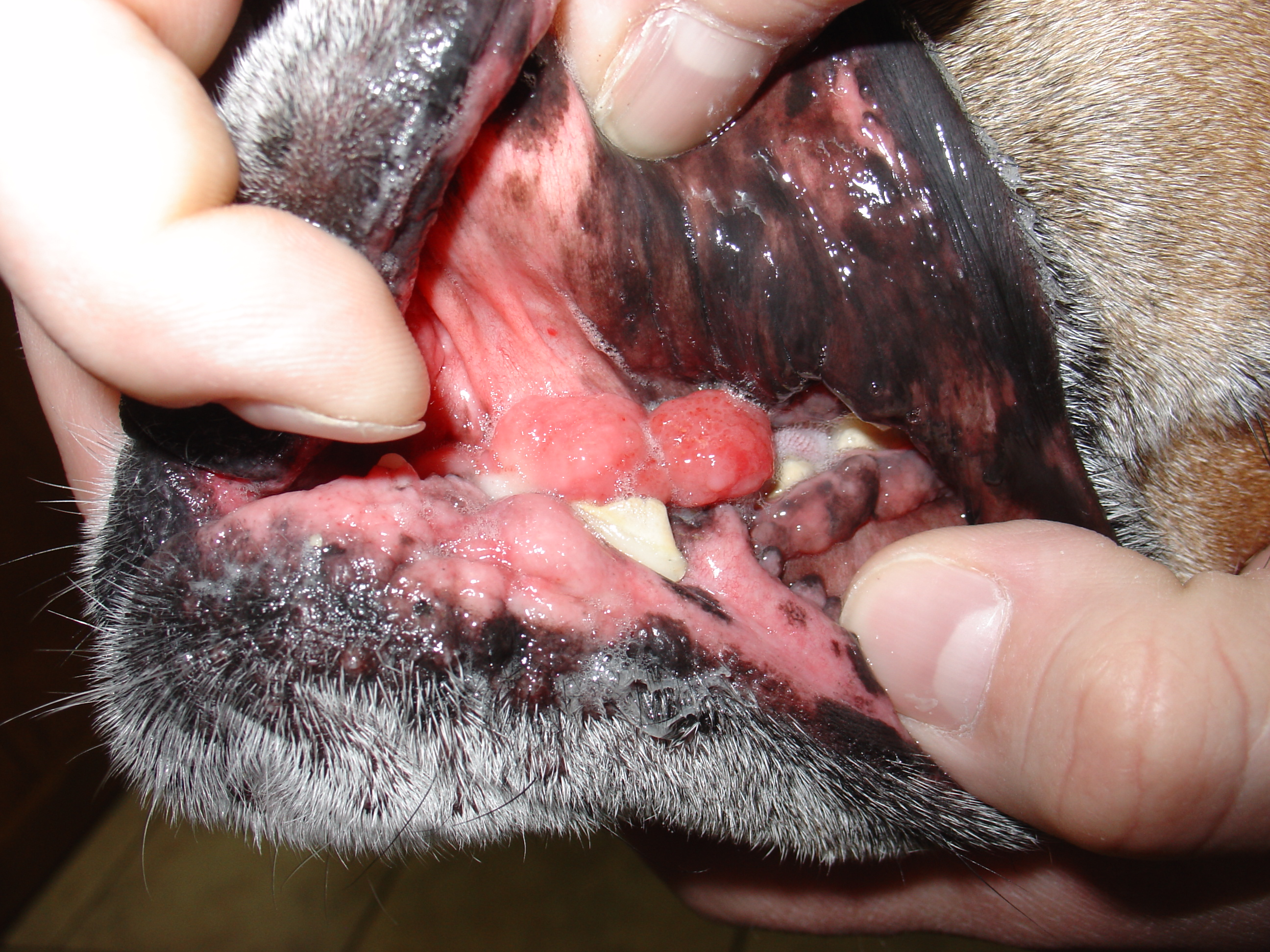
Gingivahyperplasie bei einem 9 Jahre alten Hund.

Oft tritt eine Gingivahyperplasie bei Deutschen Boxern und beim English Springer Spaniel auf.